# Dymasius asperulus
Dymasius asperulus là một loài bọ cánh cứng trong họ Cerambycidae.